# Holly Near

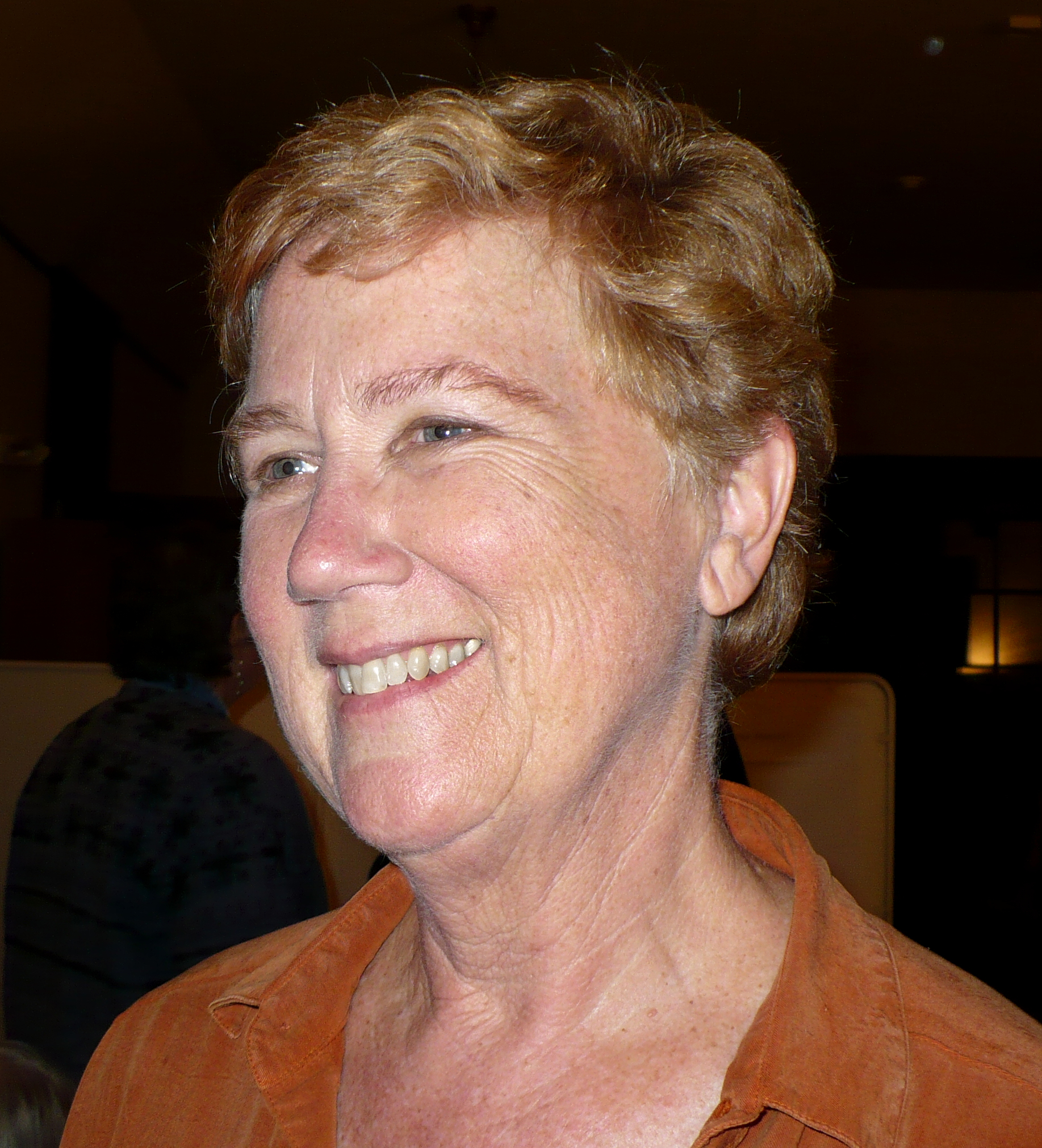
Holly Near (2007)

Holly Near (* 6. Juni 1949 in Ukiah, Kalifornien) ist eine US-amerikanische Liedtexterin, Sängerin, Schauspielerin und Lehrerin.

## Leben
Nach ihrer Schulzeit wurde Near Sängerin der US-amerikanischen Band Freedom Singers, die Lieder US-amerikanischer Volksmusik vortrugen. Near studierte an der UCLA in Kalifornien und nahm am Theaterprogramm der Universität teil. Near beteiligte sich als Studentin an den Vietnamprotesten und wurde Mitglied der Organisation Another Mother for Peace.
Seit 1969 trat sie im US-amerikanischen Fernsehen in verschiedenen Fernsehproduktionen auf. Ihr erster Fernsehauftritt war in der Fernsehshow The Mod Squad. Es folgten Auftritt in den Fernsehserien All in the Family und Die Partridge Familie. Des Weiteren trat Near in den Filmen Slaughterhouse-Five und Minnie and Moskowitz. 1970 spielte sie die Rolle von Fran in The Magic Garden of Stanley Sweetheart.
Kurzzeitig war Near Mitglied der Musicalcomedytruppe First National Nothing, die das Album If You Sit Real Still and Hold My Hand, You Will Hear Absolutely Nothing (Columbia Records – LP C 30006) herausbrachte. Zudem spielte Near 1970 in dem Broadway-Musical Hair. Gemeinsam mit den Musicalkollegen protestierte sie wegen des Kent-State-Massakers. Auf diesen Vorfall reagierte Near mit ihrem Lied It Could Have Been Me, das sie 1974 auf ihrem Album veröffentlichte. 1971 nahm Near an der FTA Tour, einer Anti-Vietnamkriegs Straßentour teil, die von den Aktivisten Fred Gardner und Schauspielern wie Jane Fonda und Donald Sutherland organisiert wurde. In den 1970 und 1980er textete und sang Near weitere Lieder, die sie in verschiedenen Alben veröffentlichte.
Unter anderem sang sie in ihrer musikalischen Karriere als Sängerin mit Musikern wie Ronnie Gilbert, Pete Seeger, Arlo Guthrie, Mercedes Sosa, Bernice Johnson Reagon, Bonnie Raitt, Jackson Browne, Meg Christian, Cris Williamson, Linda Tillery, Joan Baez, Phil Ochs, Harry Belafonte und weiteren Sängern, wie der chilenischen Gruppe Inti-Illimani.
In den 1970er Jahren lebte Near drei Jahre lang mit der Musikerin Meg Christian zusammen. Near schrieb 1990 ihre Autobiografie mit dem Titel Fire In The Rain, Singer In The Storm. Für die Unitarian Universalist Association schrieb sie deren Hymne We Are A Gentle, Angry People.
Holly Near wurde im Rahmen des Projekts 1000 Frauen für den Friedensnobelpreis 2005 für den Friedensnobelpreis nominiert.

## Filmografie (Auswahl)

### Filme
- 1969: Angel, Angel, Down We Go
- 1970: The Magic Garden of Stanley Sweetheart
- 1971: The Todd Killings
- 1971: Minnie und Moskowitz (Minnie and Moskowitz)
- 1972: Schlachthof 5 (Slaughterhouse-Five)
- 1982: The Weavers: Wasn’t That a Time!
- 1991: Dogfight
- 1998: Der Baumflüsterer (Heartwood)

### Fernsehen
- 1970: The Bold Ones: The Senator (Episode „Power Play“)
- 1971: All in the Family (Episode „Gloria Has a Belly Full“)
- 1973: Die Partridge Familie (The Partridge Family, Episode „The Selling of the Partridges“)
- 1974: Mr. and Mrs. Cop
- 1991: L.A. Law – Staranwälte, Tricks, Prozesse (L.A. Law, Episode „Spleen It to Me, Lucy“)

## Werke (Auswahl)
- 1990: Autobiografie Fire In The Rain, Singer In The Storm: An Autobiography. New York: W. Morrow. ISBN 978-0-688-08733-3.

## Preise und Auszeichnungen (Auswahl)
Near erhielt unter anderem Preise von der American Civil Liberties Union, der National Lawyers Guild, der National Organization for Women, der National Academy of Recording Arts and Sciences, vom Ms. Magazine (Woman of the Year), den Legends of Women’s Music Award und vom Impact Fund.